# 萧漼
萧漼，又作萧㴶、萧灌，出身蘭陵蕭氏，南汉、北宋大臣，為南汉起居舍人蕭益之子。
萧漼在南漢官至左仆射。大宝十四年（971年），宋军南下抵达马迳，南汉后主刘鋹派萧漼前往宋将潘美处奉表请降。潘美并不对刘鋹作出回应，而是径直将萧漼送往汴京。后在宋朝被授予太子中允、祠部員外郎等职。

## 後代
- 子：蕭義方，未出仕
  - 孫：蕭揔，排行第三，咸平三年（1000年）進士[1]